# 서울삼육초등학교
서울삼육초등학교(三育初等學校)는 대한민국 서울특별시 동대문구 회기동에 있는 사립 초등학교이다. 학교법인 삼육학원 소속이다.

## 학교 연혁
- 1913.10.01 시조사 2층에서 야간 학교로 발족
- 1919.04.01 동명학원 4년제 인가를 받음
- 1922.04.01 회기동 99번지 동명 학교로 인가 받음 (6년제) 교사 신축 (5교실) 초대교장 김연묵
- 1948.02.28 교명을 서울삼육국민학교로 개칭(서울특별시교육청으로부터 인가 - 6학급 360명)
- 1956.09.01 신축 교사 준공 (회기동 산 4번지)
- 1966.11.23 구교사는 서울삼육중고에 이양하고 신축 교사 준공 (현구관)
- 1972.11.27 본관 8교실 준공
- 1975.12.18 서울시교위로부터 신입생 단독 입학 (학구제 제외) 승인 받음
- 1980.02.20 서울시 교위로부터 12학급 승인 받음
- 1989.01.06 18학급 인가 (동관 25410-1497호) 정원 900명
- 1995.04.10 교실(14,5실) 및 강당 준공(817평)
- 2003.11.13 학칙 변경으로 서울동부교육청으로부터 24학급 승인 받음
- 2004.09.01 본교 본관 증축 및 리모델링 공사 완공
- 2006.11.19 학교 공원화 조성(숲속교실 준공)
- 2008.12.03 칭찬릴레이 365 실천 및 겸손행정 실천 우수교 선정
- 2008.12.28 2008 학교경영 우수교
- 2009.01.05 영어 공교육 강화 실천 우수교
- 2009.02.16 제9회 아름다운 학교 대상 수상(교육과학기술부장관상)
- 2009.07.02 '2008학년도 영어교육 리더학교' 최우수교 선정(교육과학기술부장관상)
- 2011.06.03 100주년기념관 준공
- 2012.09.01 1인 1악기 교육 도입
- 2013.04.01 교육부 지원 영어 뮤지컬 선도학교 지정
- 2013.10.01 본교 100주년 기념식
- 2014.02.13 제86회 졸업생 5467명 배출

## 참고 자료
- 서울삼육초등학교 - 한국교육학술정보원 학교알리미